# Sprawiedliwość Kambyzesa
Sprawiedliwość Kambyzesa (niderl. Het Oordeel van Cambyses) – dyptyk (obecnie rozdzielony) niderlandzkiego malarza Gerarda Davida
Praca została zlecona w 1498 roku przez radnych miasta Brugii, a jej tematyka była ściśle określona. Starożytna opowieść o sprawiedliwości króla Kambyzesa miała zostać umieszczona w sali miejskiego trybunału w ratuszu i miała ostrzegać przed korupcyjnymi pokusami radnych. Kompozycja dyptyku została osadzona w rzeczywistości ówczesnej Brugii. Postacie noszą współczesne flamandzkie stroje i urzędowe szaty burgundzkie. Przyjęta forma dużego dyptyku, w archiwum miejskim Brugii początkowo nosiła nazwę Sądu Ostatecznego.

## Geneza
Przedstawiona scena dotyczyła popularnej opowieści rozpropagowanej przez Waleriusza Maksymusa, żyjącego w I w. n.e., a opisanej w zborze anegdot pt. Facta et dicta memorabilia (Pamiętne czyny i słowa). Przed nim historię Kambyzesa i skorumpowanego sędziego opisał Herodot w swoim dziele pt. Dzieje. Legenda opowiada o królu perskim z VI wieku p.n.e. Kambyzesie II, który wydał surowy wyrok na sędziego Sisamnesa: 

Sisamnesa, jednego z sędziów królewskich, kazał król Kambyzes stracić i całkiem odrzeć ze skóry, ponieważ za pieniądze wydał niesprawiedliwy wyrok, a po ściągnięciu mu skóry kazał z niej wyciąć pasy i napiąć na krzesło, na którym w sądzie zasiadał. Następnie w miejsce zabitego i odartego ze skóry Sisamnesa mianował sędziego jego syna i zalecił mu pamiętać o tym, na jakim krześle siedząc wydaje wyroki (Herodot, Dzieje, 5,25)

## Opis obrazu i interpretacja

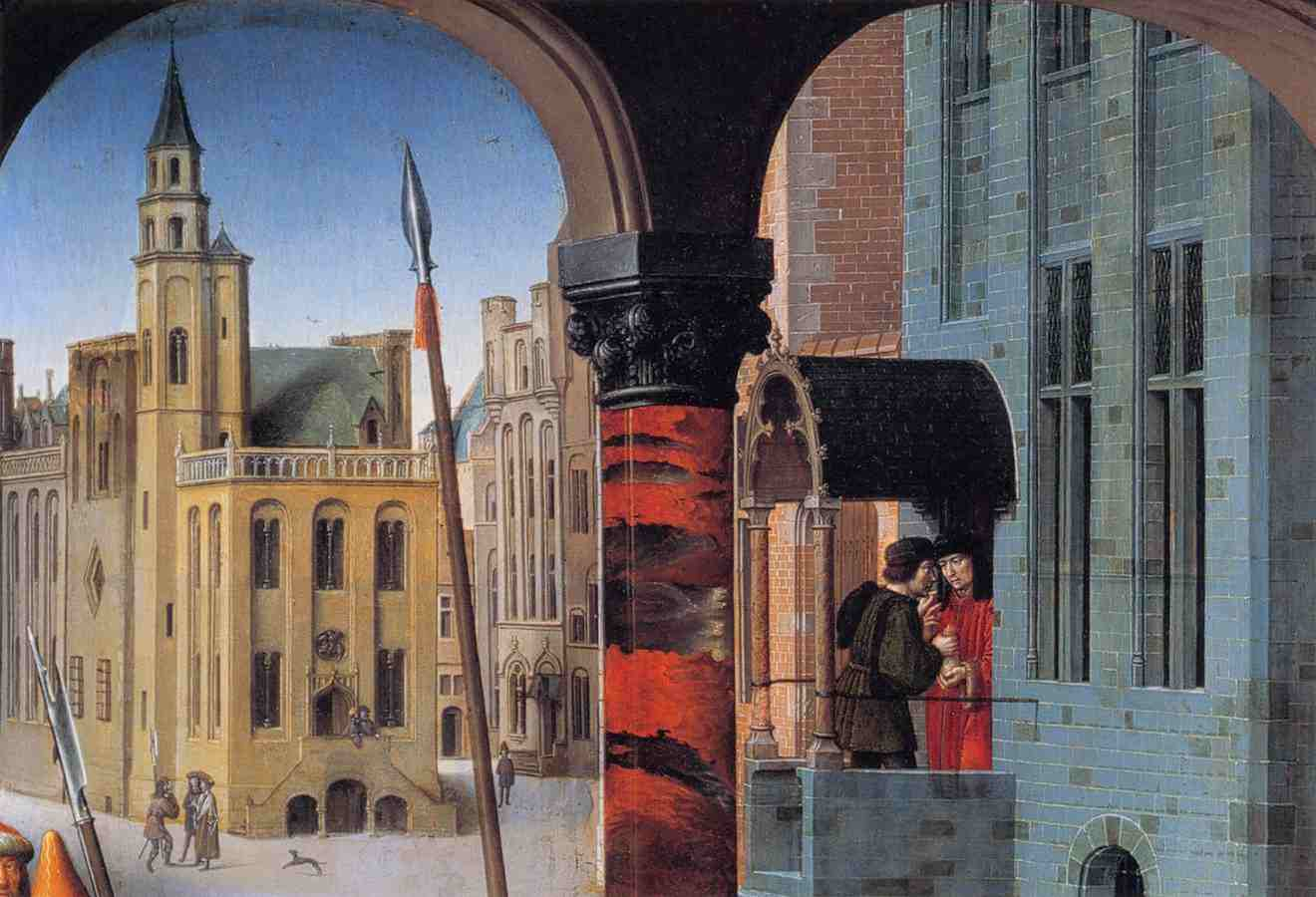
Scena Sisamnes przyjmuje łapówkę (fragment)

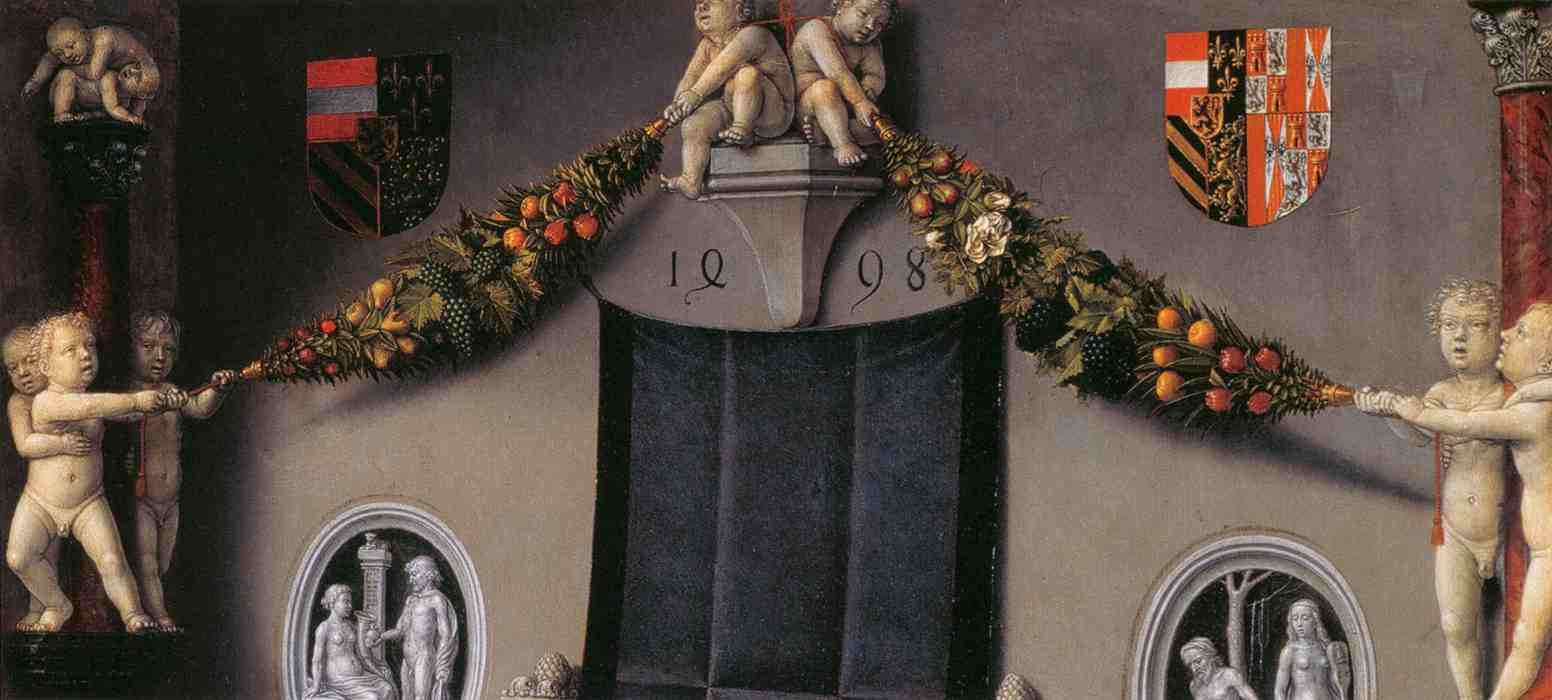
Herby pary królewskiej i data powstania dyptyku (fragment)

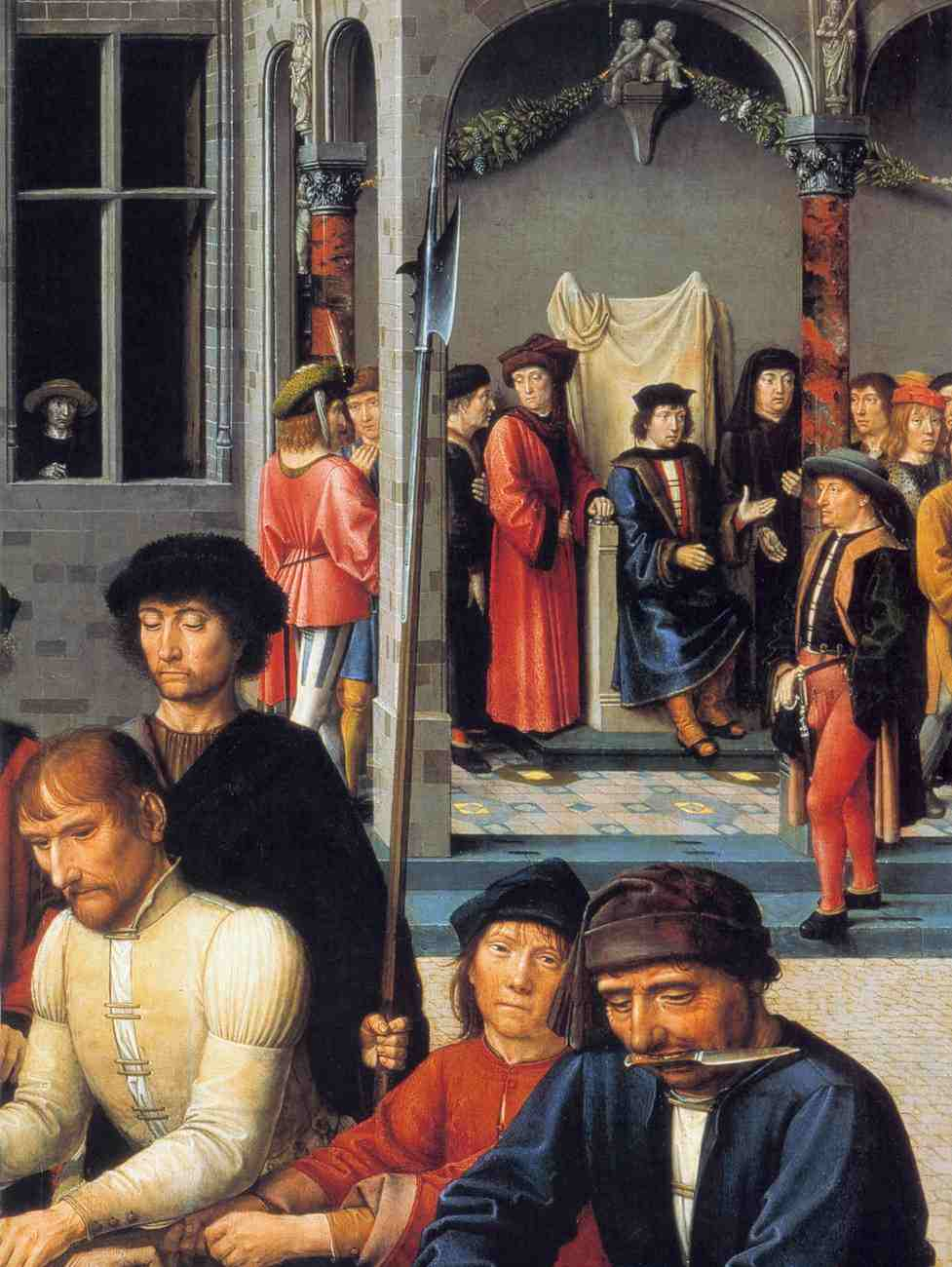
Otanes na krześle obitym skórą swego ojca (fragment)

David namalował dyptyk, na którym przedstawił kilka wątków historii. Na lewym panelu, na pierwszym planie, ukazał moment wydania wyroku na sędziego, na prawym chwile wykonania wyroku, czyli obdzierania ze skóry. Na dalszym planie obrazu artysta umieścił małe scenki uzupełniające, które stanowią początek historii.

### Sąd Sisamnesa
Na lewym panelu, w głębi widać postać sędziego przyjmującego łapówkę w formie mieszka pełnego monet. Budynek widoczny w lewej kwaterze identyfikowano z halą zgromadzeń miejskich w Brugii, a postać w loggie jako postać artysty. W prawej kwaterze widać boczną ścianę katedry.
W centralnej części znajduje się siedząca postać sędziego Sisamnesa i stojącego przed nim brodatego króla Kambyzesa. Król w szacie obramowanej gronostajem, liczy na palcach jego przewinienia, sędzia jest już trzymany przez jednego ze strażników. Na jego twarzy widać zatroskanie; wie już, że jego los został przesądzony. By wyrazić niechęć do przekupnego sędziego David nadał mu podobiznę Pietera Lanchalsa, spiskowca, który zdradził Brugię na rzecz cesarza Maksymiliana I. Wokół głównych bohaterów skupionych jest wiele postaci będących świadkami oskarżenia. Ich portrety odpowiadają wizerunkom wielu ówczesnych rajców Brugii. Postać w czerwonej czapce, na lewo od Sisamnesa to Filip I Piękny, władca Burgundii.
Nad krzesłem sędziego umieszczone zostały herby Filipa Pięknego i jego żony Joanny Szalonej. Pod nimi, w dwóch medalionach, widoczne są sceny zaczerpnięte z Metamorfoz Owidiusza. Lewy medalion przedstawia historię Herkulesa i jego żony Dejaniry. Dejanira była zazdrosna o podboje miłosne męża i dała się namówić centaurowi Nessosowi na przygotowanie szaty namoczonej zatrutą krwią Hydry lernejskiej. Po założeniu koszuli, zatruta krew Nessosa zaczęła palić i zżerać ciało Heraklesa. Przy próbach zerwania koszuli, z jego ciała odrywały się kawałki skóry. W celu ukrócenia cierpień, Herakles spalił się na stosie, dostając się następnie na Olimp jako nieśmiertelny bóg. Dejanira natomiast popełniła samobójstwo. Historia ma nawiązywać do przestępstwa, jakiego dopuścił się Sisamnes, a mianowicie zdrady wymiaru sprawiedliwości, a kara miała być adekwatna do tego, co przytrafiło się Heraklesowi.
Drugi medalion przedstawia boga Apolla oraz satyra Marsjasza i ukazuje historię zawodów na najlepszego grajka. Zwycięzca miał w dowolny sposób potraktować ciało pokonanego. Triumfatorem okazał się Apollo, który nakazał obedrzeć satyra żywcem ze skóry. Marsjasz był symbolem hipokryzji. Przedstawienie tej historii miało przypominać, iż profesja jaką trudnił się Sisamnes i sprawiedliwość wyroków jaką miał wymierzać pochodziła od bogów i była darem dla wszystkich ludzi. Przyjmowanie łapówki w celu zmiany wyroku było grzechem przeciwko społeczeństwu.

### Wykonanie wyroku na Sisamnesie
Na prawym panelu przedstawiono losy Sisamnesa po zapadnięciu wyroku. Sędzia nago leży na stole, pod którym rzucono jego czerwone szaty. Czterech katów zaczyna wykonywać wyrok króla. Na twarzy skazańca widoczny jest grymas bólu. Metodycznie oddzielana skóra od ciała ma później posłużyć do obicia tronu kolejnego sędziego. Wykonywaniu wyroku, tak jak w pierwszym panelu przygląda się szeroka grupa widzów z królem na czele. W tle David umieścił kolejną scenę będącą kontynuacją opowieści. Na tronie, już obitym skórą Sisamnesa siedzi jego syn Otanes.
Temat dyptyku, mimo swego makabrycznego zakończenia, miał wymowę moralizatorską. Miał przypominać wszystkim sędziom o sprawowaniu swej funkcji zgodnie z powołaniem, o wydawaniu wyroków sprawiedliwych i niezawisłych. Girlandy kwiatów, loggie i łukowe sklepienia zapowiadają nową stylistykę, która pojawiła się w sztuce pod koniec XV wieku.